# Blumenavia rhacodes
Blumenavia rhacodes är en svampart som beskrevs av Möller 1895. Blumenavia rhacodes ingår i släktet Blumenavia och familjen stinksvampar.   Inga underarter finns listade i Catalogue of Life.